# 2017 en astronomie
2015 en astronomie - 2016 en astronomie - 2017 en astronomie - 2018 en astronomie - 2019 en astronomie 

## Événements

### Chronologie
C'est une année à 4 éclipses, 2 solaires (une annulaire et une totale) et 2 lunaires (une par la pénombre et une partielle).

### Janvier
- 4 janvier :

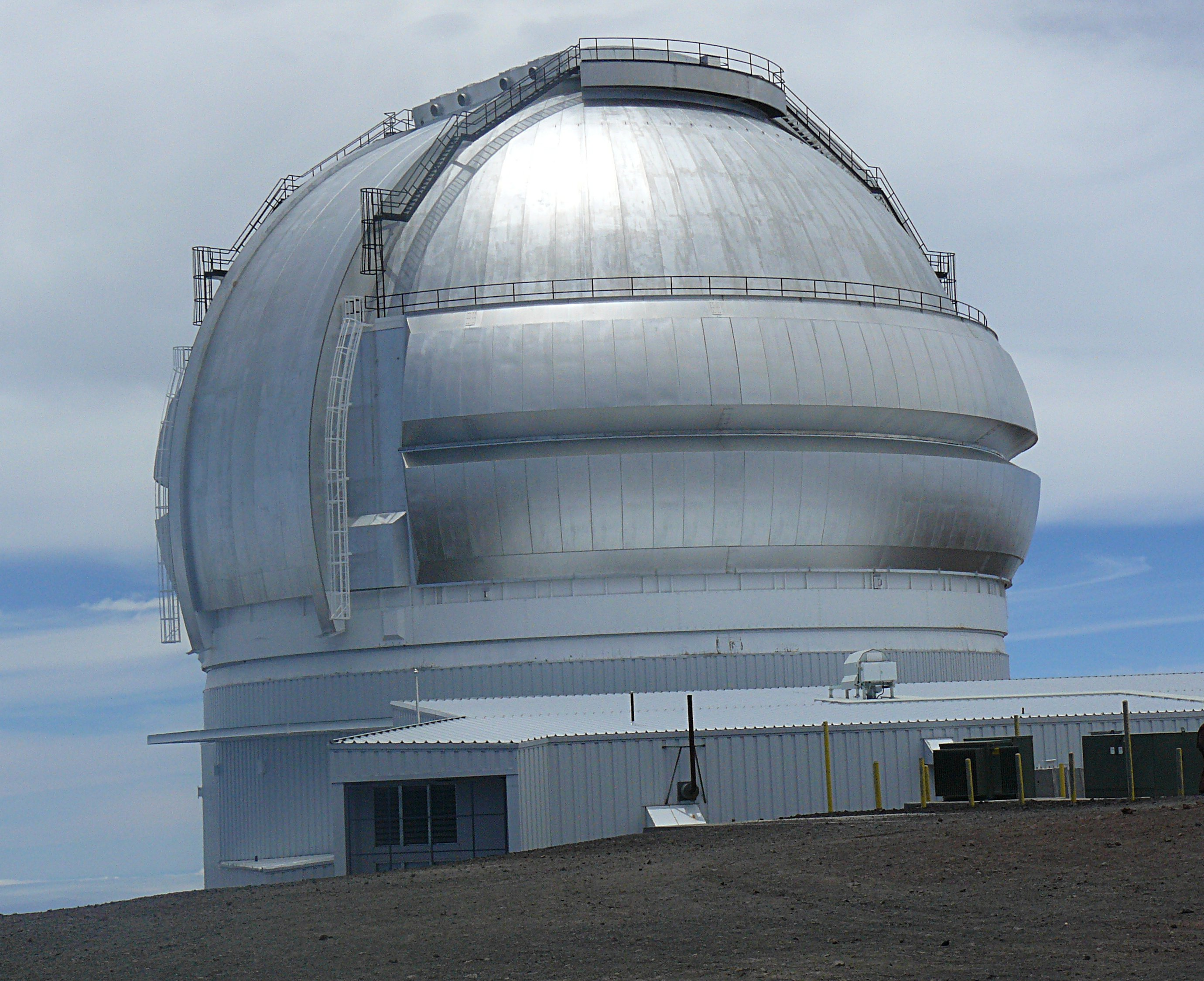
Télescope Gemini Nord, qui a permis la découverte de la source visible de FRB 121102.

  - la Terre se trouve à son périhélie[1].
  - la NASA sélectionne les missions Lucy et Psyché, qui doivent visiter respectivement des astéroïdes troyens de Jupiter et l'astéroïde de la ceinture principale (16) Psyché[2].
  - GW170104, fusion de 2 trous noirs[3].
- 5 janvier : découverte de la première source visible d'un sursaut radio rapide, à savoir celle de FRB 121102. Il s'agit d'une galaxie naine située à 3 milliards d'années-lumière[4],[5].
- 6 janvier : Lawrence A. Molnar annonce la probable fusion de la binaire à contact KIC 9832227 pour 2022[6],[7],[8].
- 7 janvier : annonce de la découverte par Hubble de l'ombre d'une exoplanète potentielle sur le disque protoplanétaire de TW Hydrae[9],[10],[11],[12].
- 9 janvier :
  - publication dans Nature Geoscience d'une étude présentant un nouveau scénario de formation pour la Lune, à partir de multiples impacts de petits corps[13],[14],[15].
  - accord entre l'ESO et Breakthrough Initiatives pour un programme de recherche d'exoplanètes dans le système Alpha Centauri[16].
  - l'astéroïde géocroiseur 2017 AG13 est passé à (0,53 distance Terre-Lune) de la Terre, après avoir été découvert deux jours plutôt[17],[18].
- 21 janvier : la planète naine Hauméa occulte l'étoile URAT1 533-182543, ce qui permet la découverte d'un anneau autour d'Hauméa[19].
- 25 janvier : l'astéroïde géocroiseur 2017 BX est passé à (0,69 distance Terre-Lune) de la Terre, après avoir été découvert le 20 janvier[20],[21].
- 26 janvier : le projet COSMOGRAIL précise la mesure de la constante de Hubble en contradiction avec la valeur obtenue par Planck[22],[23].
- 30 janvier : annonce de la découverte d'une zone quasi-vide, dénommée "Répulseur du dipôle" qui entraîne le déplacement de notre groupe local de galaxies[24],[25].
- Alignement Lune-Jupiter-Spica.

### Février
- 5 février : occultation d'Aldébaran par la Lune[26]
- 10-11 février : éclipse lunaire pénombrale
- 5 février : proposition d'une cosmologie sans énergie noire[27],[28].
- 15 février : lancement du projet d'astronomie collaborative Backyard Worlds: Planet 9 pour rechercher la planète 9[29],[30].
- 26 février : éclipse solaire annulaire[31].

### Mars
- 4 mars : MUSE montre que le rayonnement ultraviolet des quasars affecte la formation d'étoiles dans les galaxies naines[32],[33].
- 20 mars : le jeune Soleil a produit des éruptions hyperpuissantes[34],[35].
- 24 mars : super éruption stellaire sur Proxima du Centaure[36].
- 29 mars : publication sur arXiv d'une étude montrant que l'étoile TRAPPIST-1 est le sujet de nombreuses tempêtes stellaires[37],[38].
- 30 mars : l'étude du Champ profond de Chandra Sud révèle une mystérieuse explosion cosmique[39],[40].

### Avril
- 7 avril : le Nuage d'Orion présente des explosions dues à la formation stellaire[41].
- 19 avril : l'astéroïde binaire à contact 2014 JO25 est passé à une distance d'environ 1 800 000 km de la Terre[42].

### Mai
- 18 mai : Annonce de la découverte de l'exoplanète Gliese 625 b autour de l'étoile Gliese 625.

### Juin
- 1er juin : des astronomes rapportent la troisième observation d’une onde gravitationnelle : GW170104.
- 2 juin : annonce de la découverte de S/2016 J 1, 68e satellite naturel de Jupiter connu.
- 5 juin : annonce de la découverte de S/2017 J 1, 69e satellite naturel de Jupiter connu.
- 8 juin : GW170608, détection d'ondes gravitationnelles dues à la fusion de 2 trous noirs.

### Juillet
- 10 juillet : la Terre se trouve à son aphélie[1].
- 28 juillet : ALMA détecte de l'acrylonitrile dans l'atmosphère de Titan[43].

### Août

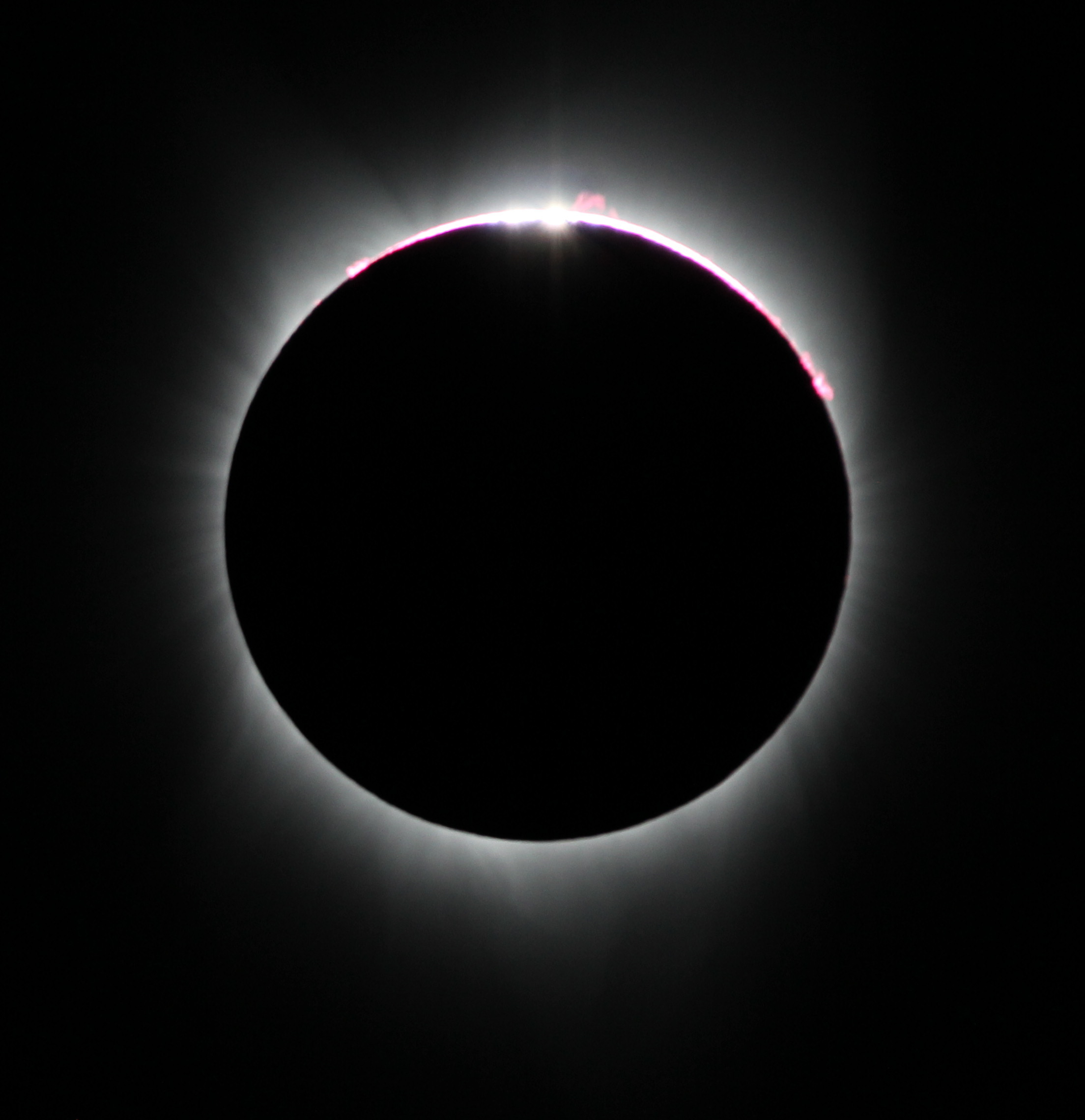
Eclipse solaire du 21 août 2017. Vue du troisième contact. Photo prise dans le parc national du Grand Teton dans le Wyoming.

- 7 août : éclipse lunaire partielle.
- 14 août : GW170814, première détection d'ondes gravitationnelles conjointe des deux détecteurs de LIGO et de celui de Virgo[44].
- 17 août : fusion d'étoile à neutrons et première détection d'une contrepartie électromagnétique à des ondes gravitationnelles[45],[46].
- 21 août : éclipse solaire totale[47], qui traverse l'ensemble des États-Unis[48].
- 24 août : confirmation de la collision de Cressida et Desdémone, satellites d'Uranus, d'ici un million d'années[49],[50].
- 30 août : le cratère de Mistastin, créé par un impact d'astéroïde, a abrité le point le plus chaud connu de la croûte terrestre (> 2 370 °C)[51],[52].

### Septembre
- 1er septembre : l'astéroïde (3122) Florence passe à 7 millions de kilomètres de la Terre ; deux lunes sont découvertes autour[53],[54],[55].
- 15 septembre : la sonde Cassini termine sa mission dans l'atmosphère de Saturne[56].
- 18 septembre : (300163) 2006 VW139, dénommée aussi 288P/2006 VW139, est une comète binaire[57].
- 25 septembre : des simulations montrent que Proxima Centauri aurait pu être capturée par le système binaire d'Alpha du Centaure[58],[59].

### Octobre
- 5 octobre vers 23 h 50 UTC : occultation de UCAC4 410-143659 par Triton[60],[61]
- 11 octobre : annonce de la découverte d'un anneau autour de la planète naine Hauméa[62],[19].
- 12 octobre à 5 h 42 UTC : l'astéroïde de type Apollon 2012 TC4 passe à 50 150 km de la Terre[63].
- 14 octobre : neuvième édition du Jour de la Nuit[64],[65].
- 16 octobre : annonce de la fusion de deux étoiles à neutrons[66].
- 18 octobre : découverte de l'objet 1I/ʻOumuamua, nommé provisoirement A/2017 U1, par le programme Pan-STARRS, il pourrait s'agir du premier objet interstellaire formellement identifié.
- 30 octobre : selon Colin Humphreys, professeur de science des matériaux à l'université de Cambridge, l'événement du Livre de Josué où Dieu arrête la course du Soleil à la demande de Josué serait dû à une éclipse annulaire, qui se serait déroulée dans l'après-midi du 30 octobre 1207 avant J.-C.[67]. Il s'agirait dans ce cas de la plus ancienne référence datée d'une éclipse.
- 31 octobre : annonce de la découverte de NGTS-1 b, la première exoplanète trouvée grâce au Next-Generation Transit Survey[68],[69].

### Novembre
- 3 novembre : des ceintures de poussière froide sont découvertes autour de Proxima du Centaure par l'observatoire ALMA[70],[71].
- 15 novembre : découverte de l'exo-Terre Ross 128 b qui gravite autour de l'étoile Ross 128 à 11 années-lumière de la Terre[72].

### Décembre
- 14 décembre : la NASA et Google annoncent la découverte d'une chaîne résonnante de cinq planètes autour de Kepler-80 et d'une huitième planète autour de Kepler-90 identifiée grâce à l'apprentissage automatique.
- 16 décembre : à 23h00 TU, l'astéroïde Apollon (3200) Phaéton passe à 0,06893173 UA (10 312 040 km, 6 407 605 mi) de la Terre soit 27 distances lunaires.

## Objets

### Exoplanètes
- 13 février : mise à disposition publique des observations de l'instrument Hires du télescope Keck 1[73],[74].
- 22 février : annonce de la découverte d'exoplanètes dans le système de TRAPPIST-1, portant le nombre total de planètes connues du système au moment de l'annonce à sept[75],[76],[77].
- 19 avril : LHS 1140 b, meilleure candidate pour la recherche de vie[78],[79].
- 5 juin : KELT-9 b, la plus chaude exoplanète géante découverte à ce jour[80].

### Comètes
En 2017, les comètes suivantes sont à l'honneur :
45P/Honda-Mrkos-PajdušákováAprès être passé au périhélie le 31 décembre 2016 à 0,53256 UA, elle passe le 11 février à 12 millions de kilomètres de la Terre. Le radiotélescope d'Arecibo semble montrer que son noyau a deux lobes.
41P/Tuttle-Giacobini-KresákElle passe le 1er avril à 21 millions de kilomètres de la Terre, puis le 12 avril au périhélie.
C/2017 O1 (ASASSN), alias ASASSN1Découverte le 19 juillet par le programme ASAS-SN à l'observatoire du Cerro Tololo, elle passe au périhélie le 14 octobre et le 18 octobre au périgée à 108 millions de kilomètres.

### Phases de la Lune
Le tableau suivant résume les phases de la Lune pour l'année 2017 :
| #  | Nouvelle lune | Premier quartier | Pleine lune | Dernier quartier |
| -- | ------------- | ---------------- | ----------- | ---------------- |
|    |               | 05/01            | 12/01       | 19/01            |
| 1  | 28/01         | 04/02            | 11/02       | 18/02            |
| 2  | 26/02         | 05/03            | 12/03       | 20/03            |
| 3  | 28/03         | 03/04            | 11/04       | 19/04            |
| 4  | 26/04         | 03/05            | 10/05       | 19/05            |
| 5  | 25/05         | 01/06            | 09/06       | 17/06            |
| 6  | 24/06         | 01/07            | 09/07       | 16/07            |
| 7  | 23/07         | 30/07            | 07/08       | 15/08            |
| 8  | 21/08         | 29/08            | 06/09       | 13/09            |
| 9  | 20/09         | 28/09            | 05/10       | 12/10            |
| 10 | 19/10         | 27/10            | 04/11       | 10/11            |
| 11 | 18/11         | 26/11            | 03/12       | 10/12            |
| 12 | 18/12         | 26/12            |             |                  |

En gras : super lune.

### Conjonctions
Conjonctions notables entre Lune, planètes du système solaire et étoiles remarquables pour l'année 2017 :
| Date  | Premier corps | Deuxième corps | Séparation  |
| ----- | ------------- | -------------- | ----------- |
| 05/02 | Lune          | Aldébaran      | occultation |
| 14/03 | Lune          | Jupiter        |             |
| 28/04 | Lune          | Aldébaran      |             |
| 18/09 | Lune          | Régulus        |             |
| 13/11 | Vénus         | Jupiter        | 0,3°        |
| 31/12 | Lune          | Aldébaran      |             |

## Personnalités

### Décès
- 3 avril : Pierre Binétruy, physicien français, spécialiste des ondes gravitationnelles, créateur du laboratoire AstroParticule et Cosmologie[86],[87].
- 15 septembre :
  - Nan Rendong (en), astronome et ingénieur chinois, concepteur du plus grand radiotélescope à un seul appareil, le FAST[88].
  - Leon Mestel, astronome britannique.

### Prix
- 4 janvier : le prix Wolf de physique est attribué à Michel Mayor (Université de Genève) et Didier Queloz (Université de Cambridge et Université de Genève) « pour la première découverte d'une exoplanète en orbite autour d'une étoile de type solaire »[89],[90].
- 27 septembre : la médaille d'or du CNRS est attribuée à Thibault Damour et Alain Brillet pour leurs travaux sur la détection des ondes gravitationnelles[91],[92].
- 3 octobre : le prix Nobel de physique 2017 est attribué aux américains Rainer Weiss, Barry C. Barish et Kip Thorne, pour leurs contributions à la conception de LIGO et la détection des ondes gravitationnelles[93],[94].
- Prix du doctorat de l'Union astronomique internationale : Gisela Ortiz Leon (division A), Barak Zackay (B), Guillaume Voisin (D), Christopher Moore (E), Megan Ansdell (F), Gaël Buldgen (G), Georgia Virginia Panopoulou (H), Max Gronke (J) et Siyao Xu (non OCDE, H).

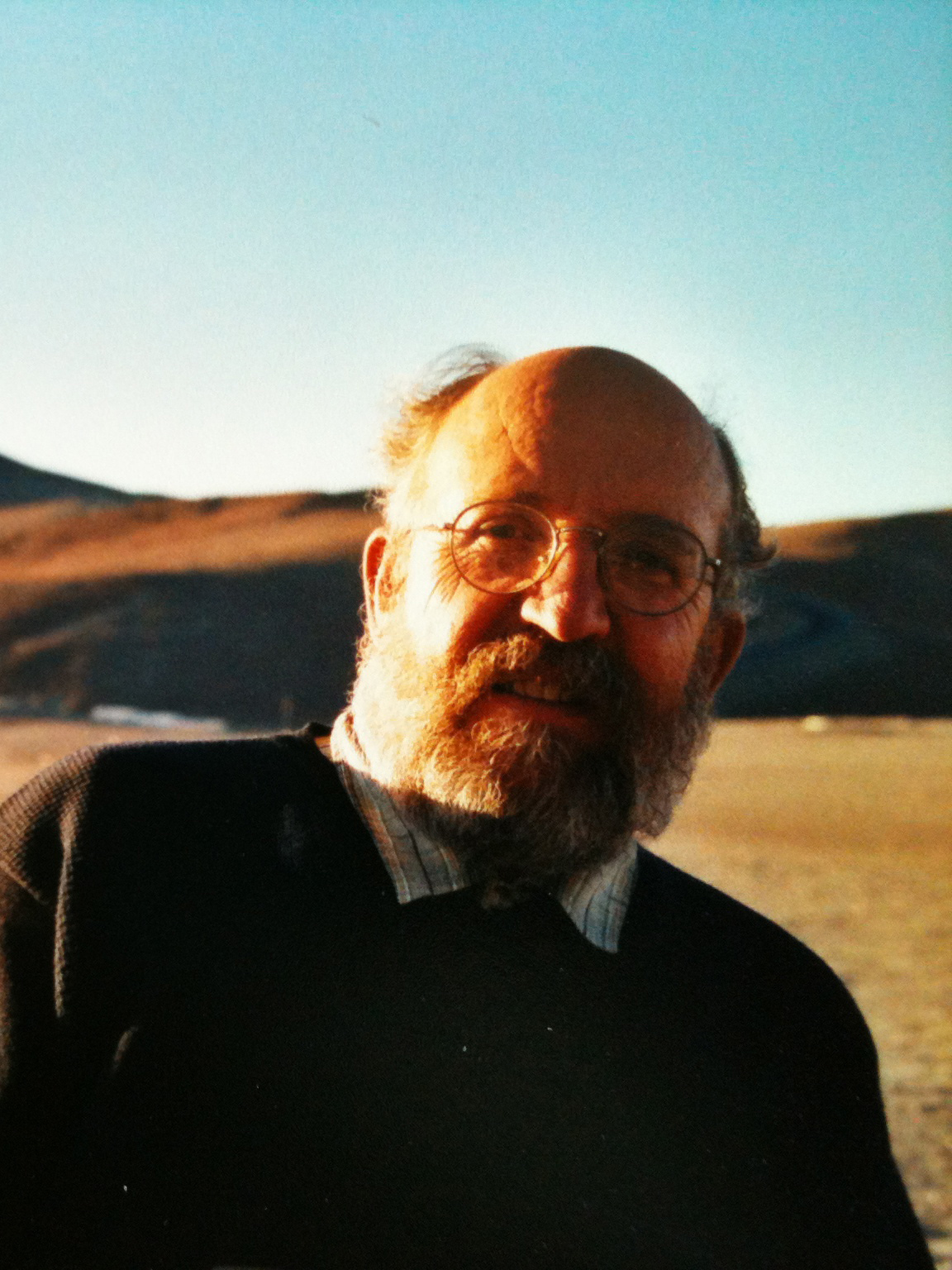
Michel Mayor
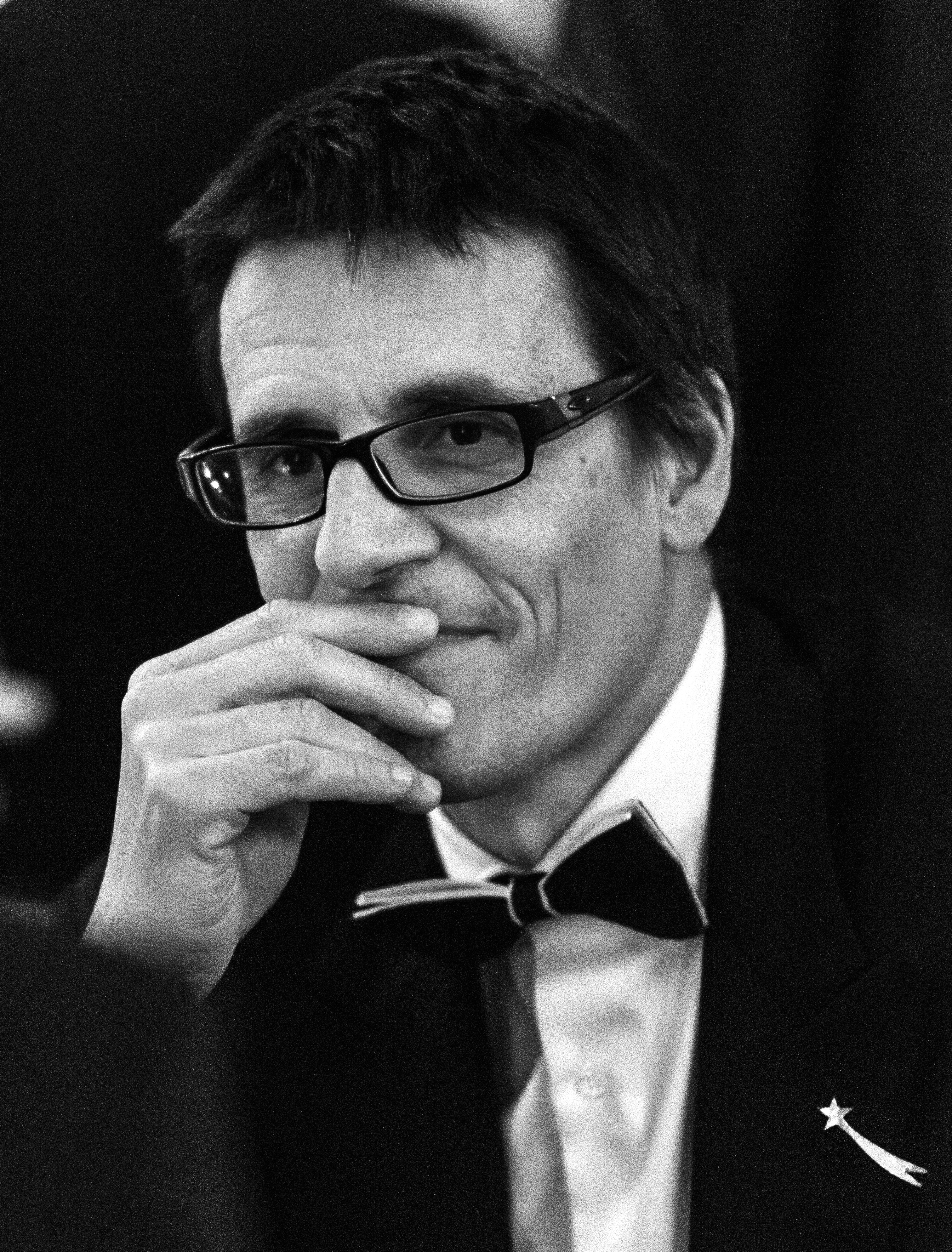
Didier Queloz
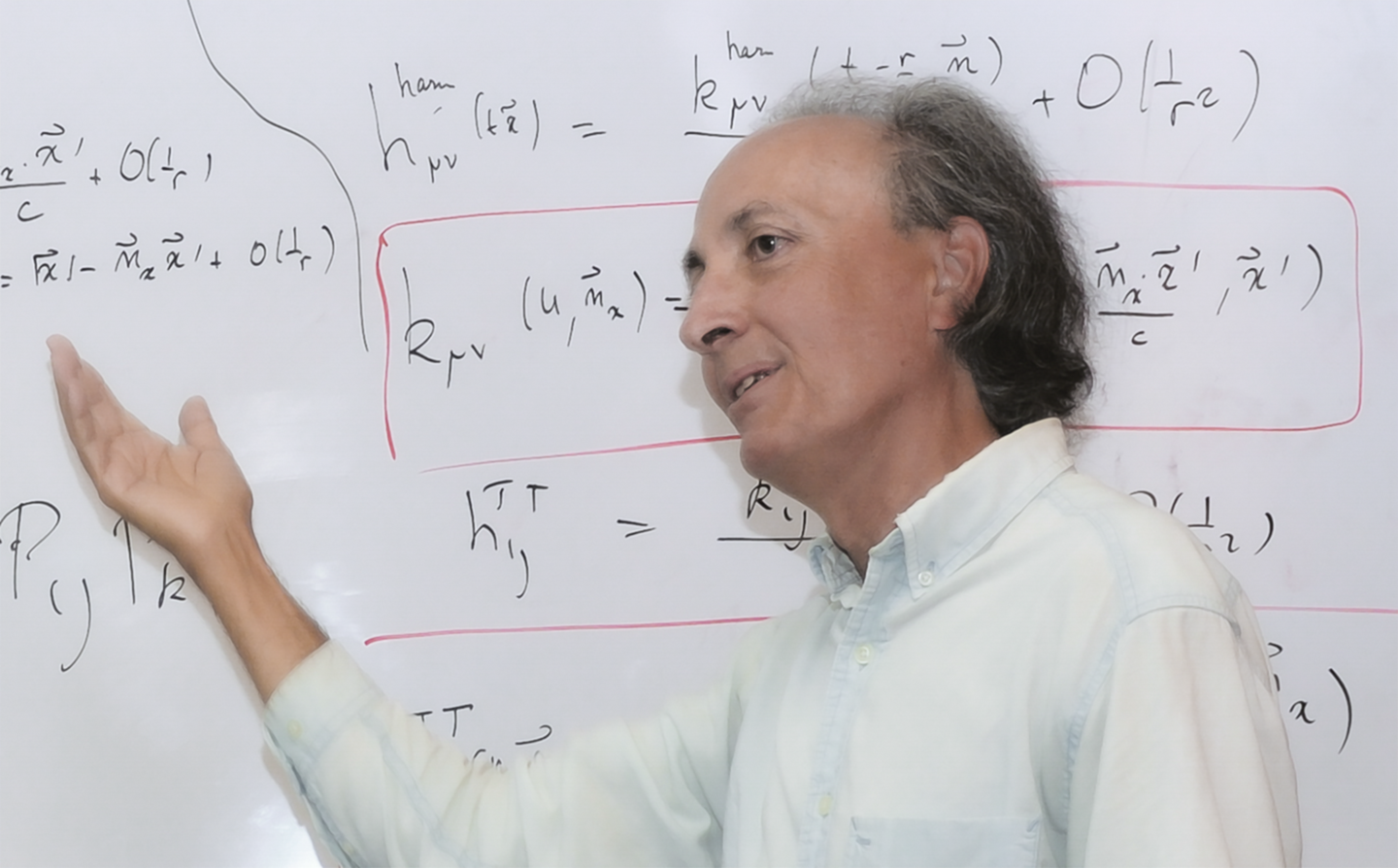
Thibault Damour
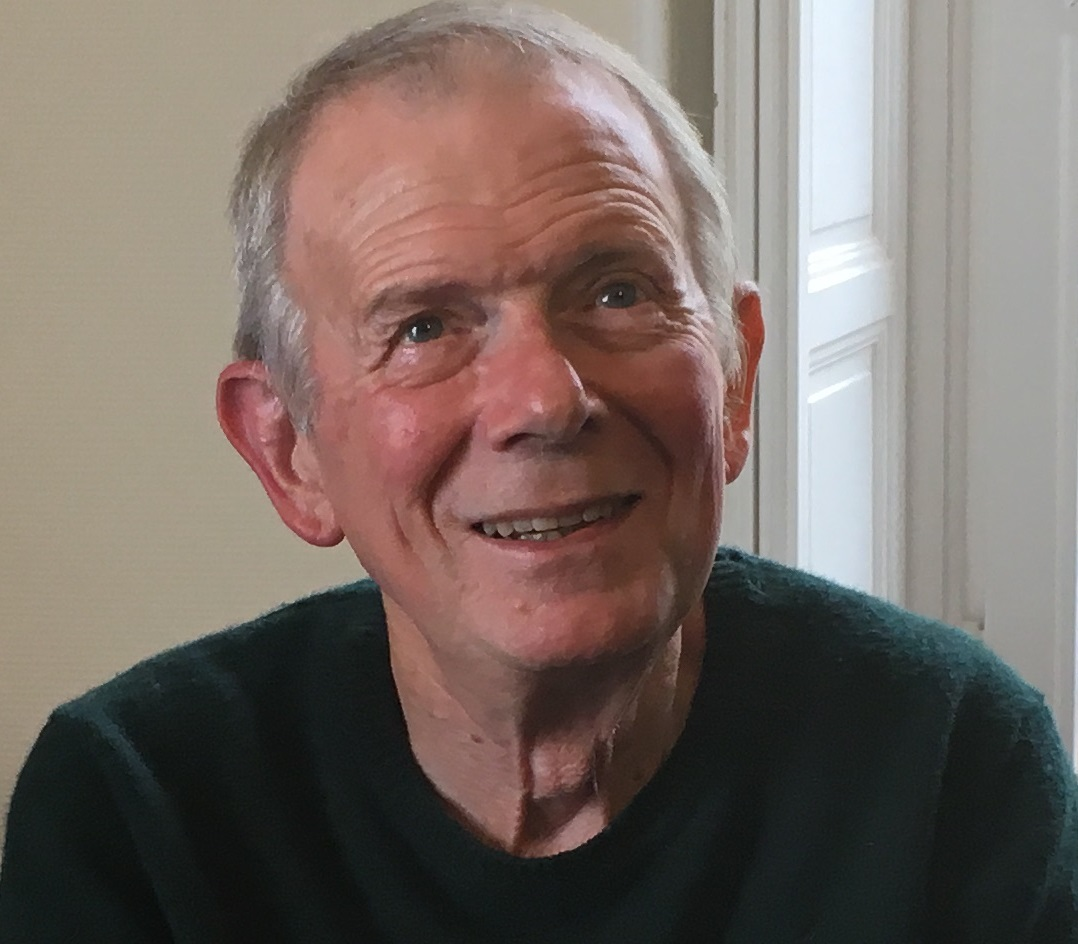
Alain Brillet
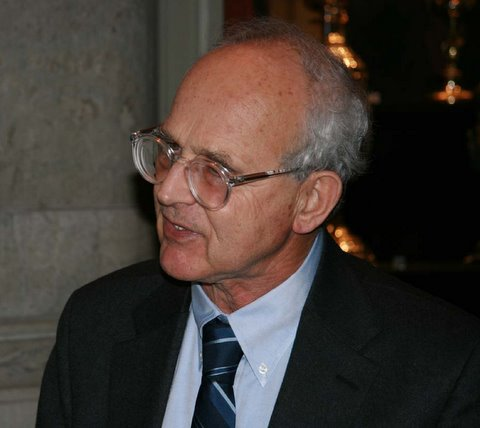
Rainer Weiss
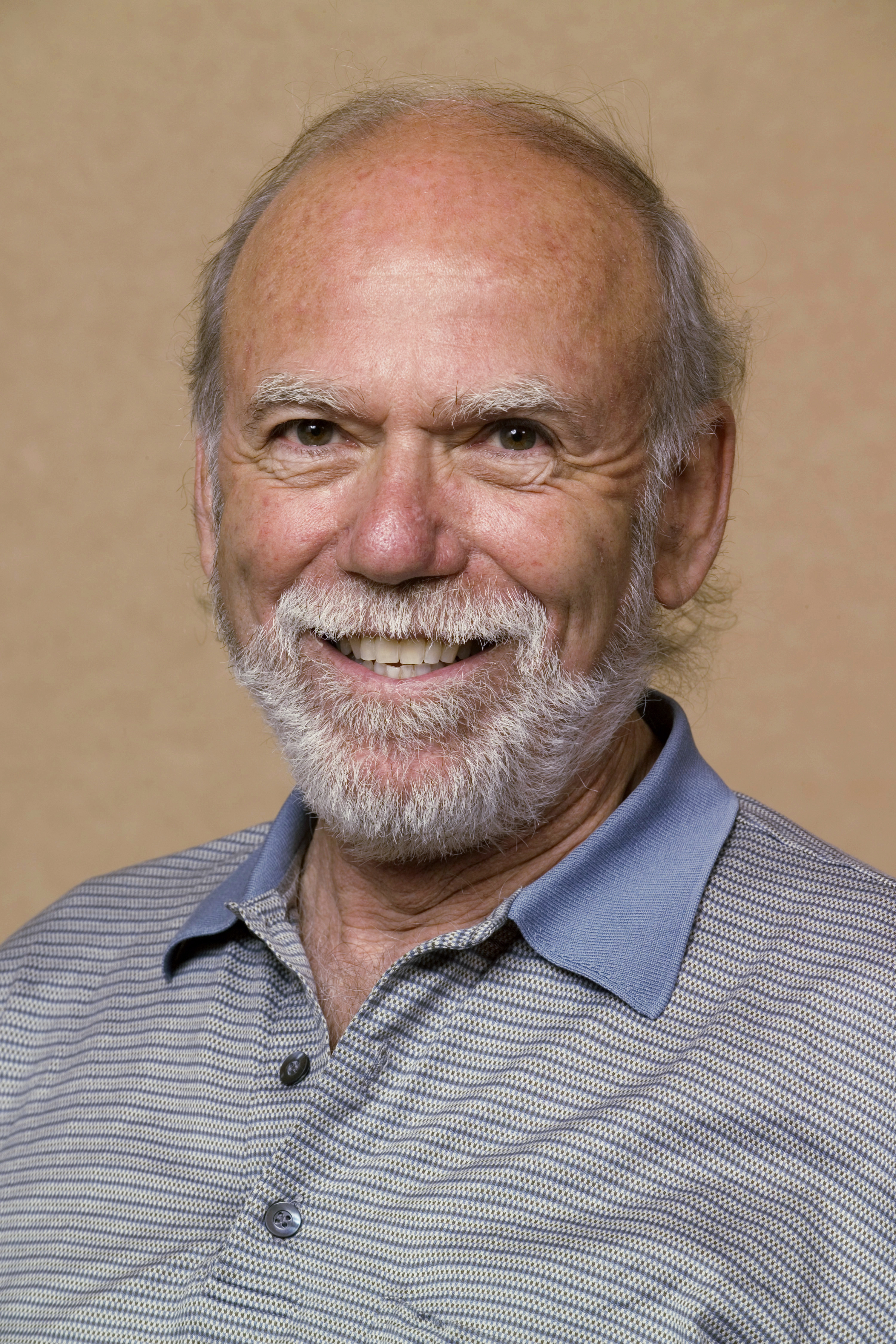
Barry Barish
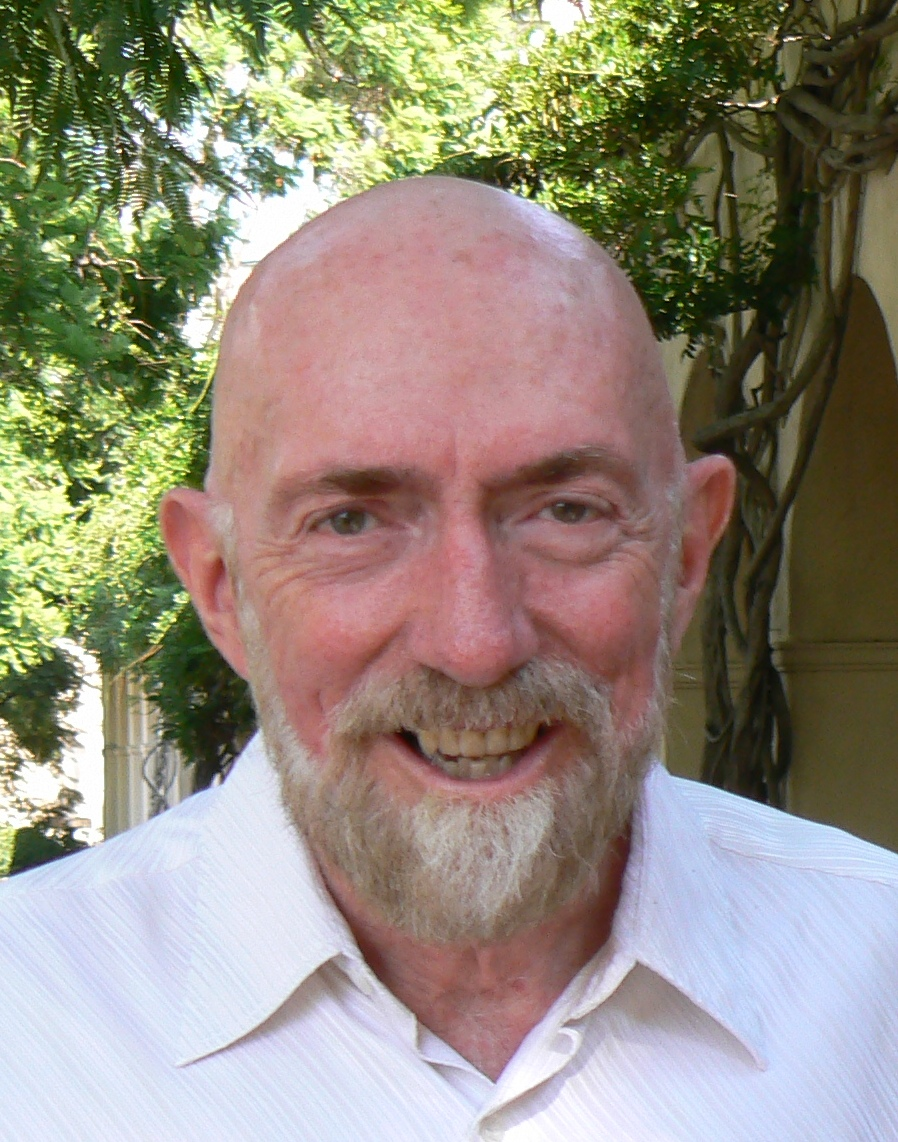
Kip Thorne

### Nominations
- 1er septembre : Xavier Barcons devient directeur général de l'Observatoire européen austral en remplacement de Tim de Zeeuw[95].
- 13 octobre : l'astrophysicienne française Catherine Cesarsky est nommée présidente du conseil d'administration du Square Kilometre Array (SKA)[96],[97].

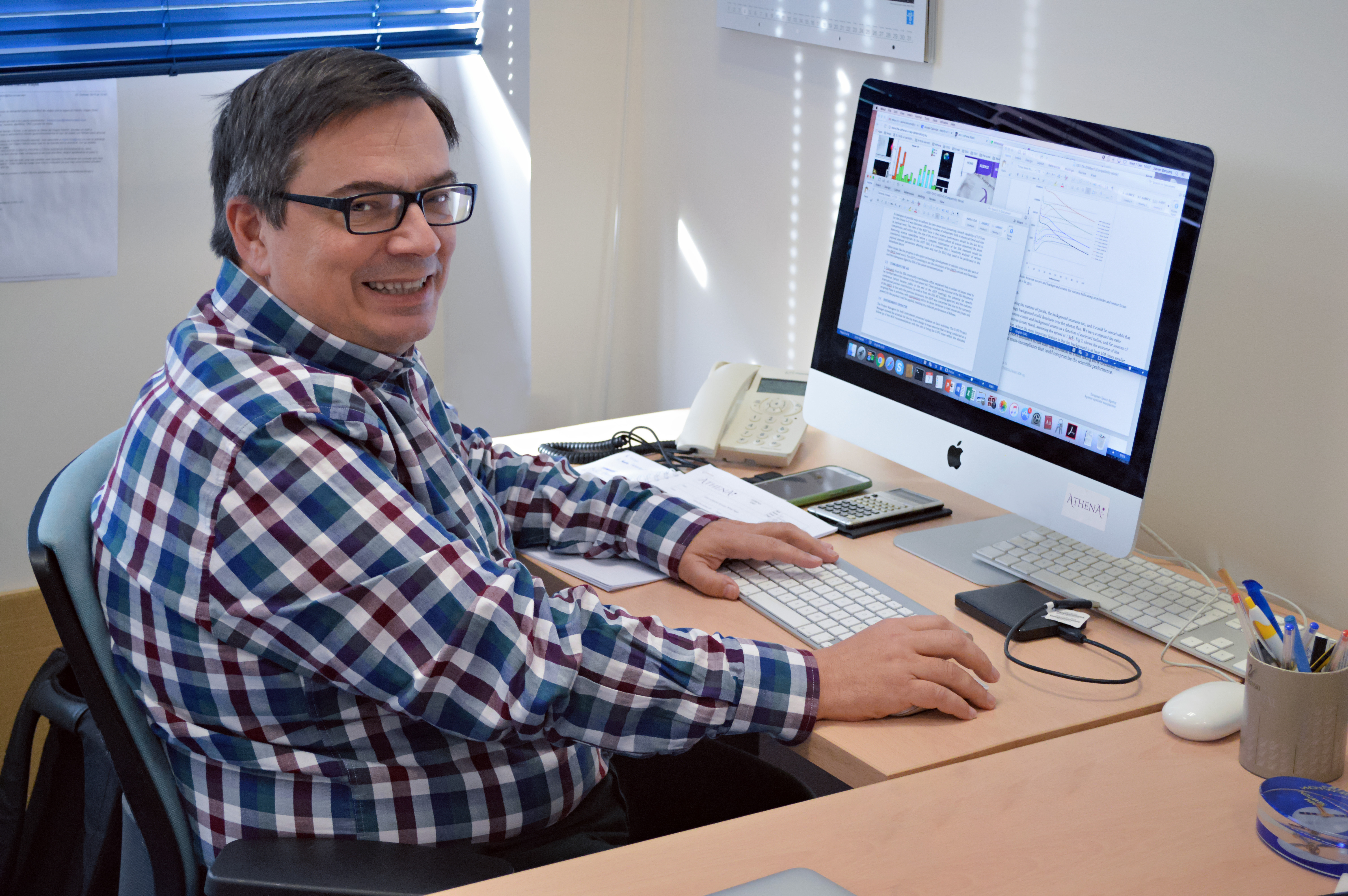
Xavier Barcons
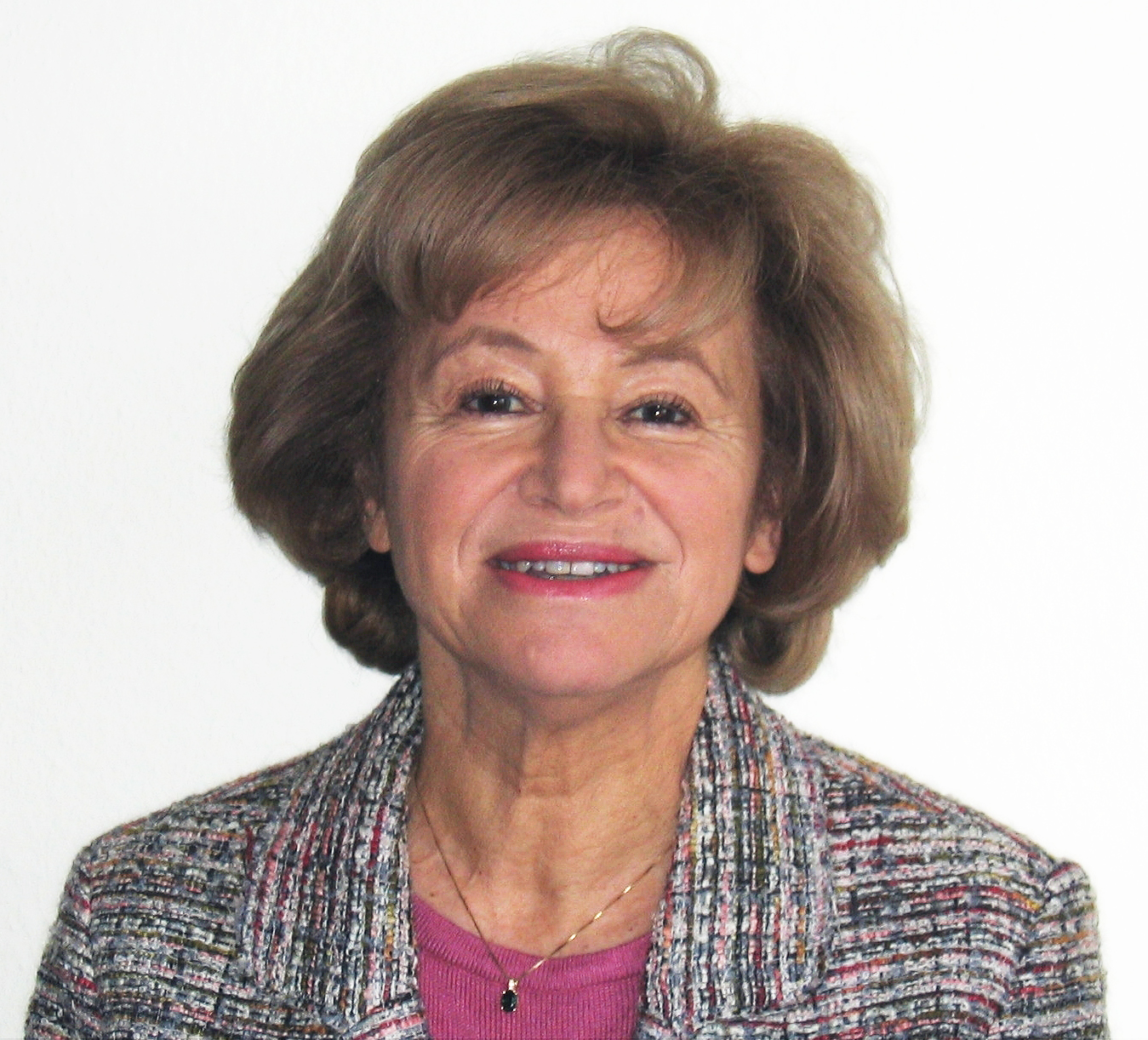
Catherine Cesarsky